# ATMA
ATMA of Atyrau Airport & Transport is een Kazachse luchtvrachtmaatschappij met haar thuisbasis in Atıraw.

## Geschiedenis
ATMA is opgericht in 2004.

## Vloot
De vloot van ATMA bestaat uit: (januari 2008)
- 2 Ilyushin IL-76TD
- 7 Antonov 12